# 2008-as Formula–1 európai nagydíj
Az európai nagydíj a 2008-as Formula–1 világbajnokság tizenkettedik futama, amelyet 2008. augusztus 24-én rendeznek meg az újonnan debütáló spanyolországi Valencia Street Circuitön, Valenciában.

## Időmérő edzés
Az időmérőt Felipe Massa nyerte, mögötte Hamilton és Kubica végzett.

### Az edzés végeredménye
| Helyezés | Versenyző            | Csapat/Motor        | 1. rész  | 2. rész  | 3. rész  |
| -------- | -------------------- | ------------------- | -------- | -------- | -------- |
| 1        | Felipe Massa         | Ferrari             | 1:38.176 | 1:37.859 | 1:38.989 |
| 2        | Lewis Hamilton       | McLaren-Mercedes    | 1:38.464 | 1:37.954 | 1:39.199 |
| 3        | Robert Kubica        | BMW Sauber          | 1:38.347 | 1:38.050 | 1:39.392 |
| 4        | Kimi Räikkönen       | Ferrari             | 1:38.703 | 1:38.229 | 1:39.488 |
| 5        | Heikki Kovalainen    | McLaren-Mercedes    | 1:38.656 | 1:38.120 | 1:39.937 |
| 6        | Sebastian Vettel     | Toro Rosso-Ferrari  | 1:38.141 | 1:37.842 | 1:40.142 |
| 7        | Jarno Trulli         | Toyota              | 1:37.948 | 1:37.928 | 1:40.309 |
| 8        | Nick Heidfeld        | BMW Sauber          | 1:38.738 | 1:37.859 | 1:40.631 |
| 9        | Nico Rosberg         | Williams-Toyota     | 1:38.595 | 1:38.336 | 1:40.721 |
| 10       | Sébastien Bourdais   | Toro Rosso-Ferrari  | 1:38.622 | 1:38.417 | 1:40.750 |
| 11       | Nakadzsima Kazuki    | Williams-Toyota     | 1:38.667 | 1:38.428 |          |
| 12       | Fernando Alonso      | Renault             | 1:38.268 | 1:38.435 |          |
| 13       | Timo Glock           | Toyota              | 1:38.532 | 1:38.499 |          |
| 14       | Mark Webber          | Red Bull-Renault    | 1:38.559 | 1:38.515 |          |
| 15       | Nelson Piquet Jr.    | Renault             | 1:38.787 | 1:38.744 |          |
| 16       | Jenson Button        | Honda               | 1:38.880 |          |          |
| 17       | David Coulthard      | Red Bull-Renault    | 1:39.235 |          |          |
| 18       | Giancarlo Fisichella | Force India-Ferrari | 1:39.268 |          |          |
| 19       | Rubens Barrichello   | Honda               | 1:39.811 |          |          |
| 20       | Adrian Sutil         | Force India-Ferrari | 1:39.943 |          |          |

## Futam

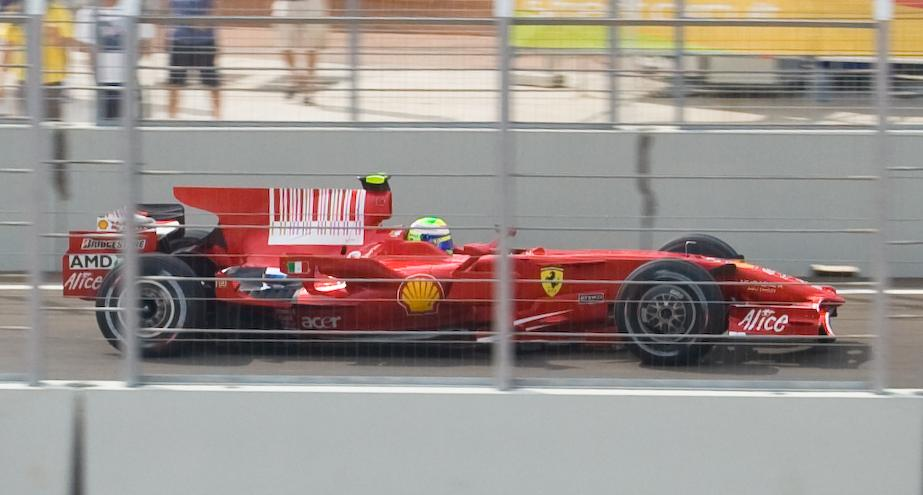
Felipe Massa nyerte a futamot a Ferrarival

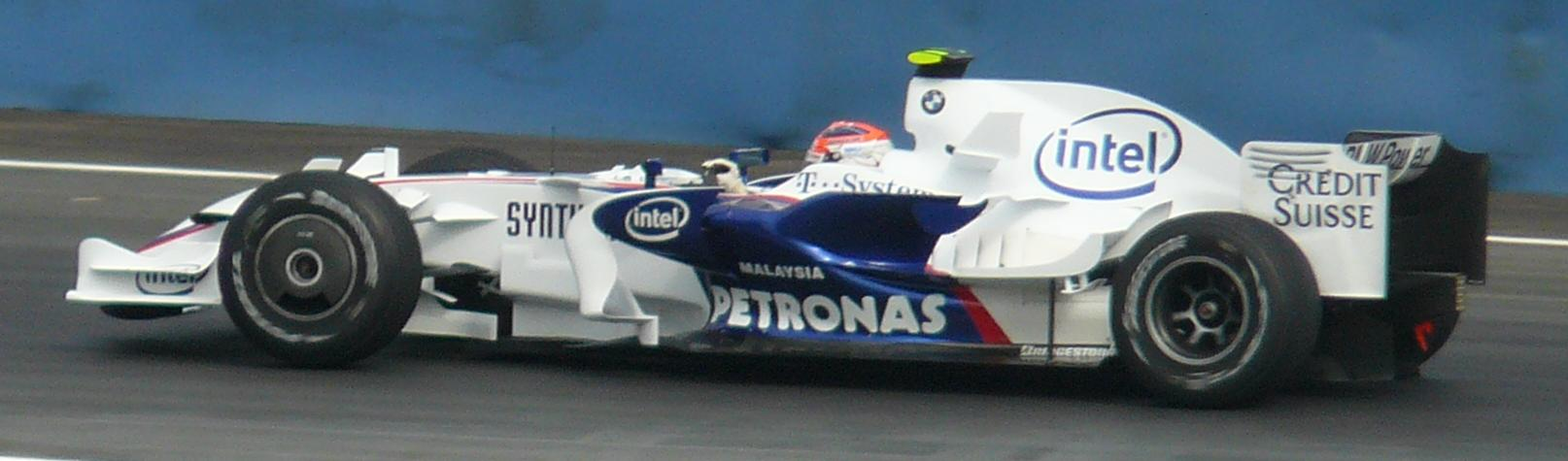
Robert Kubica a harmadik lett a BMW Sauberrel

A rajt sima volt, senki nem ütközött össze, Sutil és Barrichello a boxból rajtolt. Kubica jól kapta el a rajtot, de Hamiltont nem tudta megelőzni, Kovalainennek viszont sikerült lehagynia Räikönent, aki így az ötödik helyre esett vissza. Alonso már az első körben kiesett, mivel Nakadzsima hátulról belement. A japán folytatni tudta a versenyt.
Elsőként Massa, a 14. körben cserélt kereket, majd két körrel később jött Hamilton, de nem tudott Massa elé kerülni. Nem sokkal később Räikkönen, Kubica és Kovalainen is a bokszutcában járt. A kerékcserék után nem történt pozícióváltozás az élbolyban. Féltávnál így továbbra is Massa, Hamilton, Kubica volt a sorrend.

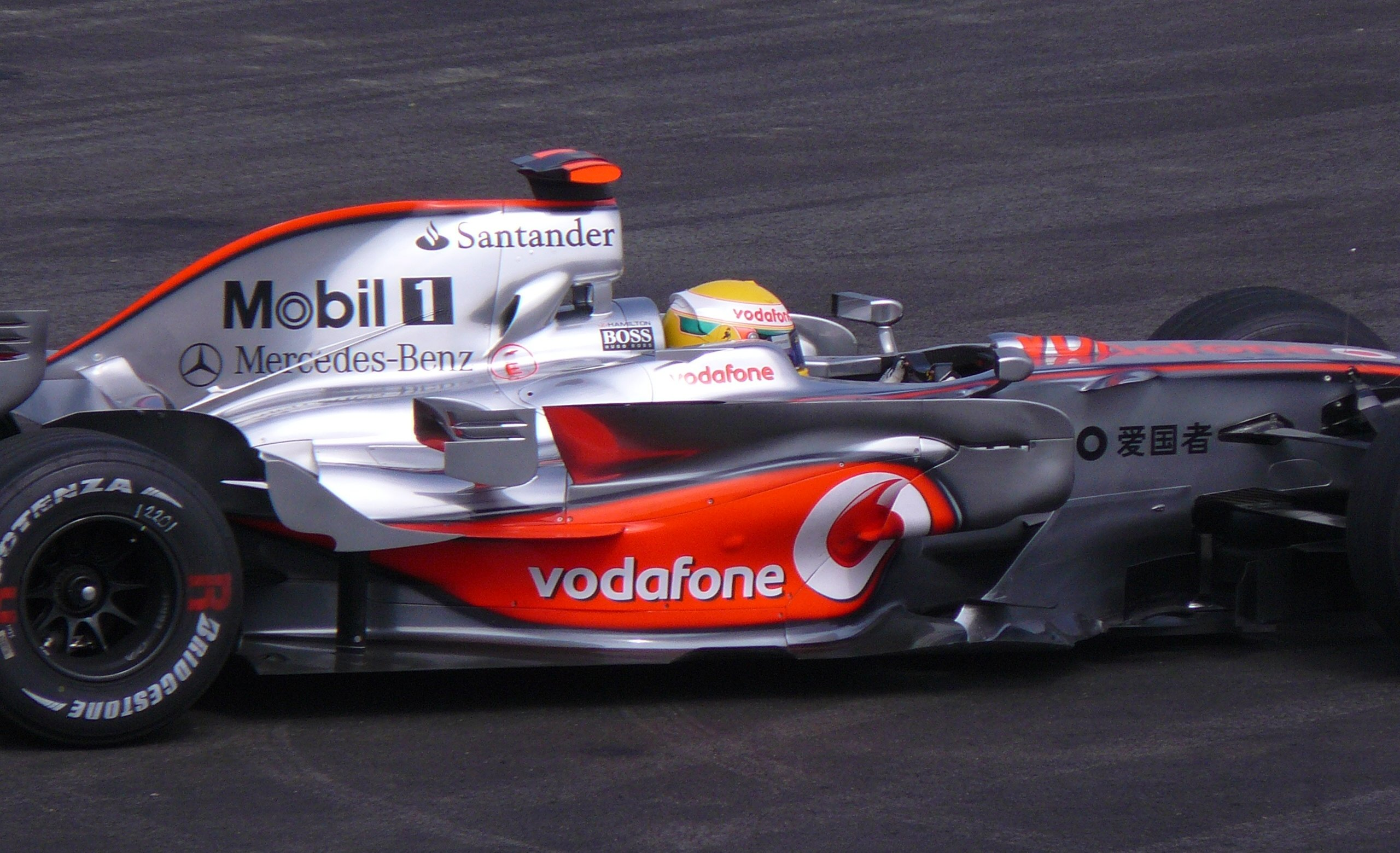
Lewis Hamilton második lett a McLarennel

Huszonegy körrel a verseny vége előtt Massa másodszor is kereket cserélt, ám amikor ki szeretett volna hajtani, majdnem összeütközött a Force Indiás Adrian Sutillal, aki már kifelé igyekezett a boxutcából. A versenybíróság megvizsgálta a történteket és úgy döntött, hogy a Ferrari 10 000 eurós pénzbüntetést kap a figyelmetlenségért.
Nem sokkal ezután jött Räikkönen is, szinte egy időben Kovalainennel. Kimi nagy sietségében nem várta meg, amíg a kezelő kihúzza a csövet autójából, és így elrántotta a szerelőt, aki a földre zuhant. A kezelőt, akit ráadásul a légterelő és a kerék is megütött, hordágyon vitték el. Ezzel természetesen sok időt vesztett és nem sikerült megelőznie Kovalainent. Egy körrel később még jobban pórul járt: Ferrarijának motorja elfüstölt a célegyenesben, ugyanúgy a hajtókar hibája miatt, mint Massánál.
Tíz körrel a zárás előtt változatlanul Massa vezetett, mögötte Hamilton és Kubica száguldott. Az utolsó körökben már nem változott a sorrend az élen.
Felipe Massa a 2008-as szezonban negyedik győzelmét könyvelhette el, melyet az első rajtkockából ért el. 2 pontot hozott az éllovas Hamiltonon, így hátránya 6 pontra csökkent. Räikkönen a harmadik helyre esett vissza.
| Helyezés | Rajthely | #  | Versenyző            | Csapat/Motor        | Futott kör | Idő/Kiesés oka | Pontszám |
| -------- | -------- | -- | -------------------- | ------------------- | ---------- | -------------- | -------- |
| 1        | 1        | 2  | Felipe Massa         | Ferrari             | 57         | 1:h35:32.339   | 10       |
| 2        | 2        | 22 | Lewis Hamilton       | McLaren-Mercedes    | 57         | +5.611         | 8        |
| 3        | 3        | 4  | Robert Kubica        | BMW Sauber          | 57         | +37.353        | 6        |
| 4        | 5        | 23 | Heikki Kovalainen    | McLaren-Mercedes    | 57         | +39.703        | 5        |
| 5        | 7        | 11 | Jarno Trulli         | Toyota              | 57         | +50.684        | 4        |
| 6        | 6        | 15 | Sebastian Vettel     | Toro Rosso-Ferrari  | 57         | +52.625        | 3        |
| 7        | 13       | 12 | Timo Glock           | Toyota              | 57         | +1:07.990      | 2        |
| 8        | 9        | 7  | Nico Rosberg         | Williams-Toyota     | 57         | +1:11.457      | 1        |
| 9        | 8        | 3  | Nick Heidfeld        | BMW Sauber          | 57         | +1:22.177      |          |
| 10       | 10       | 14 | Sébastien Bourdais   | Toro Rosso-Ferrari  | 57         | +1:29.794      |          |
| 11       | 15       | 6  | Nelson Piquet Jr.    | Renault             | 57         | +1:32.717      |          |
| 12       | 14       | 10 | Mark Webber          | Red Bull-Renault    | 56         | + 1 kör        |          |
| 13       | 16       | 16 | Jenson Button        | Honda               | 56         | + 1 kör        |          |
| 14       | 18       | 21 | Giancarlo Fisichella | Force India-Ferrari | 56         | + 1 kör        |          |
| 15       | 11       | 8  | Nakadzsima Kazuki    | Williams-Toyota     | 56         | + 1 kör        |          |
| 16       | Box      | 17 | Rubens Barrichello   | Honda               | 56         | + 1 kör        |          |
| 17       | 17       | 9  | David Coulthard      | Red Bull-Renault    | 56         | + 1 kör        |          |
| Kiesett  | 4        | 1  | Kimi Räikkönen       | Ferrari             | 45         | Motorhiba      |          |
| Kiesett  | Box      | 20 | Adrian Sutil         | Force India-Ferrari | 41         | Baleset        |          |
| Kiesett  | 12       | 5  | Fernando Alonso      | Renault             | 0          | Ütközés        |          |

## A világbajnokság élmezőnyének állása a verseny után
| H  | Versenyzők        | Pont | H  | Konstruktőrök       | Pont |
| -- | ----------------- | ---- | -- | ------------------- | ---- |
| 1  | Lewis Hamilton    | 70   | 1  | Ferrari             | 121  |
| 2  | Felipe Massa      | 64   | 2  | McLaren-Mercedes    | 113  |
| 3  | Kimi Räikkönen    | 57   | 3  | BMW Sauber          | 96   |
| 4  | Robert Kubica     | 55   | 4  | Toyota              | 41   |
| 5  | Heikki Kovalainen | 43   | 5  | Renault             | 31   |
| 6  | Nick Heidfeld     | 41   | 6  | Red Bull-Renault    | 24   |
| 7  | Jarno Trulli      | 26   | 7  | Williams-Toyota     | 17   |
| 8  | Fernando Alonso   | 18   | 8  | Honda               | 14   |
| 9  | Mark Webber       | 18   | 9  | Toro Rosso-Ferrari  | 11   |
| 10 | Timo Glock        | 15   | 10 | Force India-Ferrari | 0    |
| 11 | Nelson Piquet Jr. | 13   | 11 | Super Aguri-Honda*  | 0    |

### Statisztikák
Vezető helyen:
- Felipe Massa: 50 (1-14 / 20-36 / 39-57).
- Lewis Hamilton: 4 (15-16 /37-38).
- Robert Kubica: 1 (17).
- Heikki Kovalainen: 2 (18-19).

Felipe Massa 9. győzelme, 13. pole-pozíciója, 9. leggyorsabb köre,  3. mesterhármasa (gy, pp, lk)
A Ferrari 207. győzelme.